# Wang Ken
Wang Ken (čínsky pchin-jinem Wáng Gěn, znaky 王艮; 1483–1541) byl neokonfuciánský filozof v mingské Číně.

## Jména
Wang Kenovo rodné jméno bylo Wang Jin (čínsky pchin-jinem Wáng Yín, znaky zjednodušené 王银, tradiční 王銀), používal zdvořilostní jméno Žu-č’ (čínsky pchin-jinem rǔzhǐ, znaky 汝止) a též přezdívku Sin-čaj (čínsky pchin-jinem Xīnzhāi, znaky zjednodušené 心斋, tradiční 心齋).

## Život a myšlenky
Narodil se v rodině chudých výrobců soli z Tchaj-čou nedaleko Jang-čou v provincii Ťiang-su. Stal se učedníkem Wang Jang-minga, jeho myšlenky dále rozvinul, přičemž se stal zakladatelem nového myšlenkového proudu v rámci Wangovy neokonfuciánské školy srdce/mysli – tchajčouské školy (泰州學派).
Aktivně se účastnil veřejného života. V dobách hladomorů organizoval rozdělování potravin, během epidemií zajišťoval lékařskou pomoc. Roku 1538 prosadil rovnoměrnější rozdělení půdy ve prospěch těžce zkroušených výrobců soli.
Se svými učedníky představoval levé křídlo konfucianismu. Základem jeho učení bylo zdůrazňování životních zkušeností a požadování jednoty znalostí a skutků. Učil, že každý, i obyčejný, člověk může dosáhnout moudrosti, a to i bez formálního vzdělání. Wang odmítal nadřazenost džentry – majetných konfuciánských vzdělanců, za základ správného sociálního řádu považoval dobrý život nižších vrstev. Jeho myšlenky se zejména mezi nižšími vrstvami společnosti rychle šířily. Vláda reagovala zákazy výuky a represemi.